# 전국옥새

전국새의 문양.

전국옥새(傳國玉璽)은 중국 진나라의 시황제가 화씨지벽(和氏之璧)으로 만든 옥새이다.

## 역사

### 기원
전국새(傳國璽)라고도 한다. 화씨지벽은 천하의 명옥(名玉)으로, 진나라 시황제가 이것을 손에 넣어 재상인 이사로 하여금 수명어천, 기수영창(受命於天, 旣壽永昌：하늘에서 명을 받았으니 그 수명이 길이 창성하리라)'이라는 문구를 전서(篆書)로 새겨 도장을 만들게 하였다.
전설에 따르면, 시황제가 배를 타고 동정호(洞庭湖) 어귀에 이르렀을 때 갑자기 풍랑이 일어 배가 뒤집힐 뻔하였다. 시황제가 황급히 옥새를 호수에 던지고는 신령께 빌자 물결이 잠잠해졌다. 8년 뒤 시황제의 사신이 밤에 화음(華陰) 지방을 지나가고 있었는데, 돌연히 어떤 사람이 나타나 사신의 길을 가로막고는 용왕이 돌아가셨기에 돌려준다며 옥새를 놓고 바람같이 사라졌다고 한다.

### 한 왕조
이 옥새는 시황제의 손자이자 3대 황제로 즉위한 자영이 함양(咸陽)을 함락시킨 유방에게 바쳤으며, 유방이 중국을 통일한 뒤 한나라 황제에게 대대로 전해졌다. 전한을 멸망시키고 신 왕조를 세운 왕망(王莽)이 잠시 이 옥새를 빼앗았다. 왕망은 자신의 고모이자 원제의 적처로 당시 태황태후였던 왕정군(효원황태후)이 옥새를 감추고 주지 않자 사신을 보내 이를 독촉했고, 왕정군은 "(한 황제의 도움으로 지금 자신들이 있음을 잊은) 이 배은망덕한 놈들!"이라며 사자에게 옥새를 집어던졌다. 그 바람에 바닥에 내던져진 전국옥새는 손잡이 부분인 용의 모퉁이가 깨졌고 이후에 깨진 부분을 금으로 때웠다는 일화가 있다. 이 때운 자국은 훗날 진짜 전국옥새를 구분하는 증거로 알려지게 되었다.
이후 군을 일으켜 왕망의 신을 무너뜨리고 후한(後漢)을 세운 광무제(光武帝)가 되찾았다가 후한 말의 혼란기에 유실되었는데, 오의 손견이 동탁을 칠 때, 모조리 불타버린 낙양의 옛 우물에서 건져올린 궁녀의 시신에서 전국옥새를 찾아내 영지로 갖고 돌아왔고, 그 장자인 손책이 섬기던 원술에게로 넘어갔는데, 원술은 훗날 이를 내세워 황제를 참칭할 수 있었다고 묘사한 《삼국지연의》(三國志演義)의 에피소드는 유명하다(다만 원술이 황제를 참칭하기는 했어도 그것이 전국옥새를 얻었기 때문이라는 말은 《삼국지연의》의 창작). 정사 《삼국지》(三国志)「손견열전」에 주를 달았던 배송지(裴松之)는 손견은 충의(忠義)한 사람으로 옥새를 사사로이 몰래 감추어 두었을 리는 없다고 적었다. 전국옥새는 다시 조조의 손에 들어갔다.
실제로 손견이 발견한 전국옥새는 원술이 오국태를 인질로 삼아 손견에게서 강탈한 것이다.

### 한 왕조 이후 및 유실
이후 진(晉) 왕조를 거쳐 5호 16국 시대의 이민족이 세운 후조(後趙), 염위(冉魏)를 지나, 동진(東晉)에서 비롯되는 남조(南朝) 6국에 대대로 전해졌고, 수나라와 당나라, 오대 십국 시대 후량(後梁)과 후당(後唐)까지 전해지다가 후진(後晉)의 출제(出帝)가 요 태종에게 붙잡힌 946년에 유실되었다. 이후 몇 차례 전국옥새를 찾았다는 기록이 보이지만 모두 진품이 아닌 것으로 알려져 있다.
이와 같이 전국옥새는 진시황제 이후로 천하를 제패하는 사람이 소유함으로써 황제나 황권을 상징하는 물건이 되었으며, 이를 차지하는 사람이 곧 천하를 차지하는 것으로 여겼다. 후세의 중국 역대 왕조는 한대의 옥새를 모방해 옥새를 만들고 그것을 전국옥새로써 사용하였다.

## 같이 보기
- 천부삼인
- 삼신기